# Vasudeva

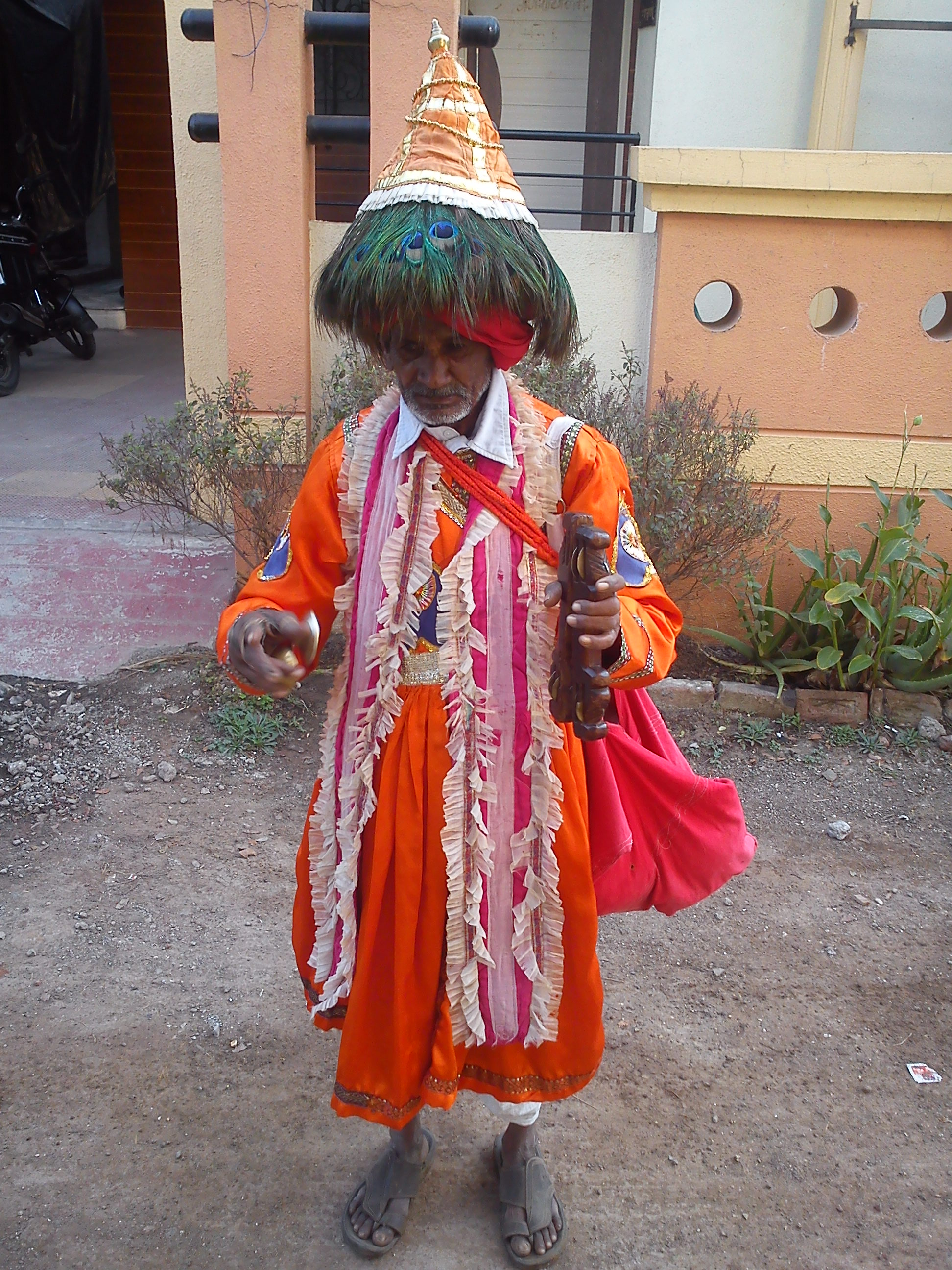
En la India actual se les llama «Vasudev» a las personas que se hacen pasar por avatares del dios Vasudev (Krisna). A cambio de una limosna, recorren las aldeas contando las reconocidas leyendas infantiles de Krisna. Adornados con una pluma de pavo real en la cabeza, cantan canciones dedicadas a Krisna, y caminan como lo hacen los actores que representan a Krisna en las películas indias.

El culto al dios Vasudeva es históricamente una de las primeras formas de culto en el visnuismo krisnaísta (que adora al dios Krisna como el origen de Visnú) y el visnuismo propiamente dicho (que adora a Visnú como el origen de Krisna). Se cree que es una tradición importante de la historia temprana de la adoración del dios Krisna en la antigüedad.
Esta tradición se considera por separado de otras tradiciones que se fusionaron en una etapa posterior de su desarrollo histórico. Otras antiguas tradiciones separadas conocidas en la actualidad son el culto a Bhágavat (Dios como Señor) y el culto a Gopala (Dios como niño pastor), que ―junto con el culto a Bala (Dios como bebé)― constituyen la base de la tradición actual del krisnaísmo (la religión monoteísta de Krisna).

## Historia del desarrollo del concepto de Vasudeva
La adoración a Krisna en la actualidad es una amalgama de diversos elementos. Según las evidencias históricas, la primera forma de adoración a Krisna fue la de Vasudeva, que floreció varios siglos antes de Cristo en la región de Mathurá ―unos 160 km al sur de Delhi (actual capital de la India)―.
Esta tradición religiosa pudo haber sido fundada por un personaje llamado Krisna, un líder político-religioso que poseía el patronímico Vāsudeva (hijo de Vasudeva), y que pertenecía a la tribu sátwata. De todos modos se desconoce la existencia real de este personaje (podría tratarse de un personaje literario creado en el Majabhárata).
Esta religión se habría formado antes del siglo III a. C., según las evidencias encontradas en los textos del geógrafo griego Megástenes (350-290 a. C.) y en el Artha-shastra de Kautilia. En esa época un dios Vasudeva ya era adorado como dios supremo en un formato fuertemente monoteísta, donde era considerado sat (eterno, real), chit (plenamente consciente) y ananda (lleno de bienaventuranza).
Hacia el siglo III a. C. esa personalidad Vasudeva aparece en el texto epicorreligioso Majabhárata y se desarrollan sus leyendas (lilas, ‘divertimentos’).
En el siglo II a. C., Patanyali menciona a Vasudeva como un dios ya completamente establecido dentro del hinduismo. En muchas fuentes externas a este credo, al devoto (bhakta) de Krisna se lo define como vāsudevaka.
Posiblemente en la época de la composición de los primeros Puranas (desde el período Gupta, en el siglo II d. C.) apareció el culto de Gopala (Krisna como amigo de los gopas, los pastores de vacas de Vrindavan).
Según la columna de Heliodoro (erigida entre el 104 y el 83 a. C.), los seguidores de esta religión se autodenominaban «bhágavatas».
En los siguientes siglos aparecería la adoración a Bala Krisna (Krisna como Niño Dios, que realiza toda clase de pasatiempos divertidos, que en la actualidad se cuentan en la India como una parte importante del folclor popular).
Hacia el 1050 se compuso el Bhagavata-purana, en cuyo décimo canto aparece Krisna como Gopi-Yana-Válabha (amante de las gopis, las púberes esposas de los pastores de vacas), que se considera el último desarrollo de este dios.
Sin embargo, en el texto no se menciona a la gopi Radha, que será fundamental en la teología posterior del krisnaísmo.
Después de 1150 se publicó el Guitá-govinda ―compuesto por el poeta orisano Yaiádeva― donde la pastora Radha aparece como contraparte fundamental del culto a Krisna (hasta el punto en que Krisna ya no será adorado separadamente como una deidad individual, sino como una deidad doble: Radha-Krisna).
Algunos eruditos europeos del siglo XVIII y XIX equiparaban el culto a Vasudeva con el bhagavatismo.

## El chatur-viuja
En el Majabhárata (12.13603) se menciona someramente el chatur-viuja (‘cuatro tipos de aparición’) como una manera de adjudicarles divinidad a los príncipes personajes de la familia de Krisna:

1) Vasudeva (el propio Krisna)

2) Sankarsana (Balarama, hermano mayor de Krisna)

3) Pradiumna (el principal hijo de Krisna) y

4) Aniruddha (nieto de Krisna).
Estos personajes se convirtieron en el concepto krisnaísta del chatur-viuja (‘cuatro formas’), la «expansión cuádruple primaria»:

1) Vasudeva (una expansión de Naráian, quien es una expansión de Balarama)

2) Sankarsana (expansión de Ananta Sesa, la serpiente que sirve de cama a Visnú)

3) Pradiumna y

4) Aniruddha.
El Jari-vamsa (un texto adjuntado al Majabhárata aunque algunos siglos posterior a este) describe intrincadas relaciones entre estos cuatro dioses Vasudeva, Sankarsana, Pradiumna y Aniruddha, las cuatro expansiones del dios Visnú.
En el Vaiu-purana (1.1.42), que posiblemente es posterior al Jari-vamsa, se menciona que el dios Majéswara también tiene un chatur-viuja de expansiones.